# Lista prezydentów Chorwacji

## Niepodległe Państwo Chorwackie(1941-1945)
Obok Szefa Państwa (poglavnik), Niezależne Państwo Chorwackie miało króla w latach 1943–1945 monarchia – zobacz Władcy Chorwacji.
- tymczasowo

| #                         | Imię i Nazwisko              | Portret | Kadencja         | Kadencja         | Partia polityczna | Partia polityczna |
| #                         | Imię i Nazwisko              | Portret | Od               | Do               | Partia polityczna | Partia polityczna |
| ------------------------- | ---------------------------- | ------- | ---------------- | ---------------- | ----------------- | ----------------- |
| Szefa Państwa (poglavnik) |                              |         |                  |                  |                   |                   |
| –                         | Slavko Kvaternik (1878–1947) |         | 10 kwietnia 1941 | 15 kwietnia 1941 |                   | Ustasze           |
| 1                         | Ante Pavelić (1889–1959)     |         | 15 kwietnia 1941 | 6 maja 1945      |                   | Ustasze           |
| –                         | Đuro Kumičić (1887–1975)     |         | 6 maja 1945      | 8 maja 1945      |                   | Ustasze           |

## Republika Chorwacji(od 1990)
- tymczasowo

| #         | Imię i Nazwisko                     | Portret | Kadencja        | Kadencja        | Partia polityczna | Partia polityczna |
| #         | Imię i Nazwisko                     | Portret | Od              | Do              | Partia polityczna | Partia polityczna |
| --------- | ----------------------------------- | ------- | --------------- | --------------- | ----------------- | ----------------- |
| Prezydent |                                     |         |                 |                 |                   |                   |
| 1         | Franjo Tuđman (1922–1999)           |         | 25 lipca 1990   | 10 grudnia 1999 |                   | HDZ               |
| –         | Vlatko Pavletić (1930–2007)         |         | 10 grudnia 1999 | 2 lutego 2000   |                   | HDZ               |
| –         | Zlatko Tomčić (ur. 1945)            |         | 2 lutego 2000   | 18 lutego 2000  |                   | HSS               |
| 2         | Stjepan Mesić (ur. 1934)            |         | 18 lutego 2000  | 18 lutego 2010  |                   | Bezpartyjny       |
| 3         | Ivo Josipović (ur. 1957)            |         | 18 lutego 2010  | 19 lutego 2015  |                   | SDP               |
| 4         | Kolinda Grabar-Kitarović (ur. 1968) |         | 19 lutego 2015  | 18 lutego 2020  |                   | HDZ               |
| 5         | Zoran Milanović (ur. 1966)          |         | 18 lutego 2020  |                 |                   | SDP               |